# Aerolinee Itavia
Aerolinee Itavia war eine italienische Fluggesellschaft mit Sitz in Rom.

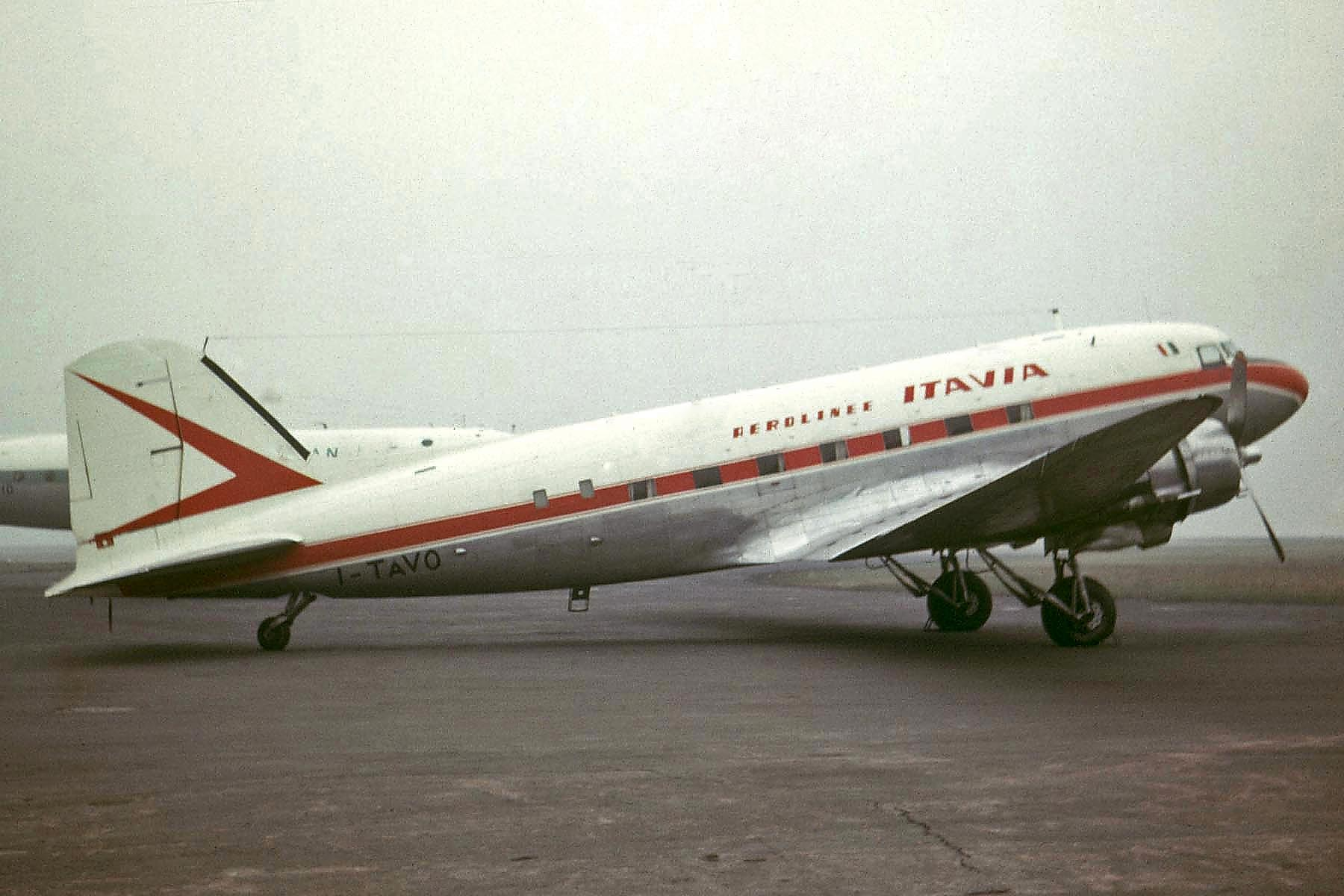
Douglas DC-3 I-TAVO der Itavia, 1964

## Geschichte
Itavia wurde 1958 in Rom als Società di Navigazione Aerea Itavia gegründet und nahm ein Jahr danach vom Flugplatz Rom-Urbe aus den Flugbetrieb auf Inlandsstrecken auf. Im Jahr 1961 stellte man den Flugbetrieb vorübergehend ein, um 1962 unter der Bezeichnung Aerolinee Itavia vom Flughafen Rom-Ciampino aus wieder an den Start zu gehen. Im Jahr 1965 wurde der Betrieb aus finanziellen Gründen abermals für einige Monate ausgesetzt. Ab 1966 diente neben Rom-Ciampino auch der Flughafen Bologna als Drehkreuz.
Bis 1980 war Itavia vorwiegend auf Inlandsstrecken mit Flugzeugen vom Typ Douglas DC-9 (Serie 10) tätig.
Nach dem ominösen Flugzeugabsturz von Ustica am 27. Juni 1980 stellte die Gesellschaft im Dezember desselben Jahres den Flugbetrieb ein, im Januar 1981 entzog das italienische Verkehrsministerium auch die entsprechende Lizenz.
Kurz nach dem Absturz der DC-9 wurde mit Unterstützung der Alitalia die Nachfolgegesellschaft Aermediterranea gegründet. Diese Gesellschaft ging 1994 in der Alitalia auf.

## Flotte
Itavia betrieb u. a. folgende Flugzeugtypen:
- Cessna 402
- Dassault Falcon
- Douglas DC-3/C-47
- Douglas DC-9
- De Havilland DH.104 Dove
- De Havilland DH.114 Heron
- Fokker F28
- Handley Page Herald

## Zwischenfälle

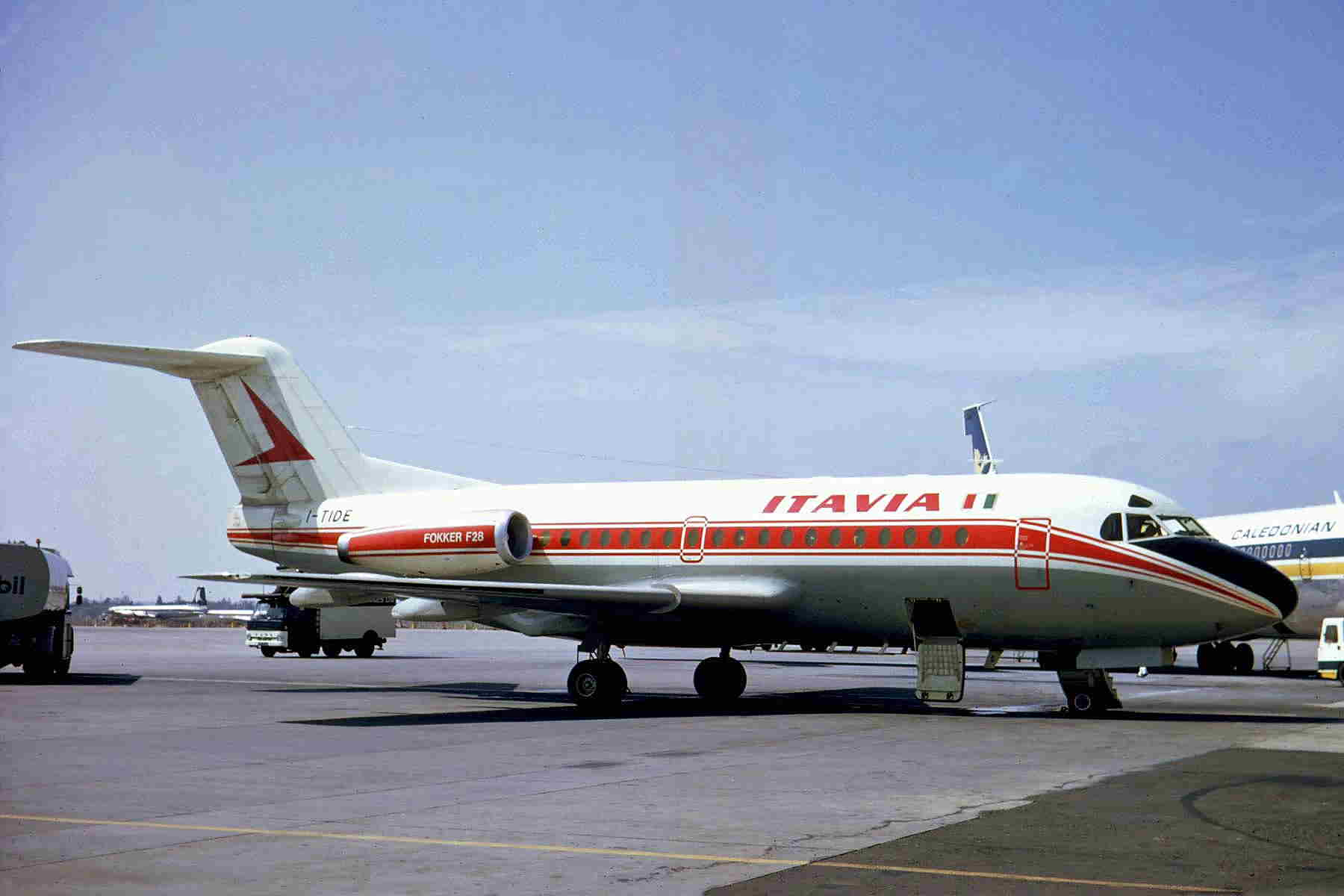
Die 1974 verunglückte Fokker F28-1000 Fellowship I-TIDE der Itavia

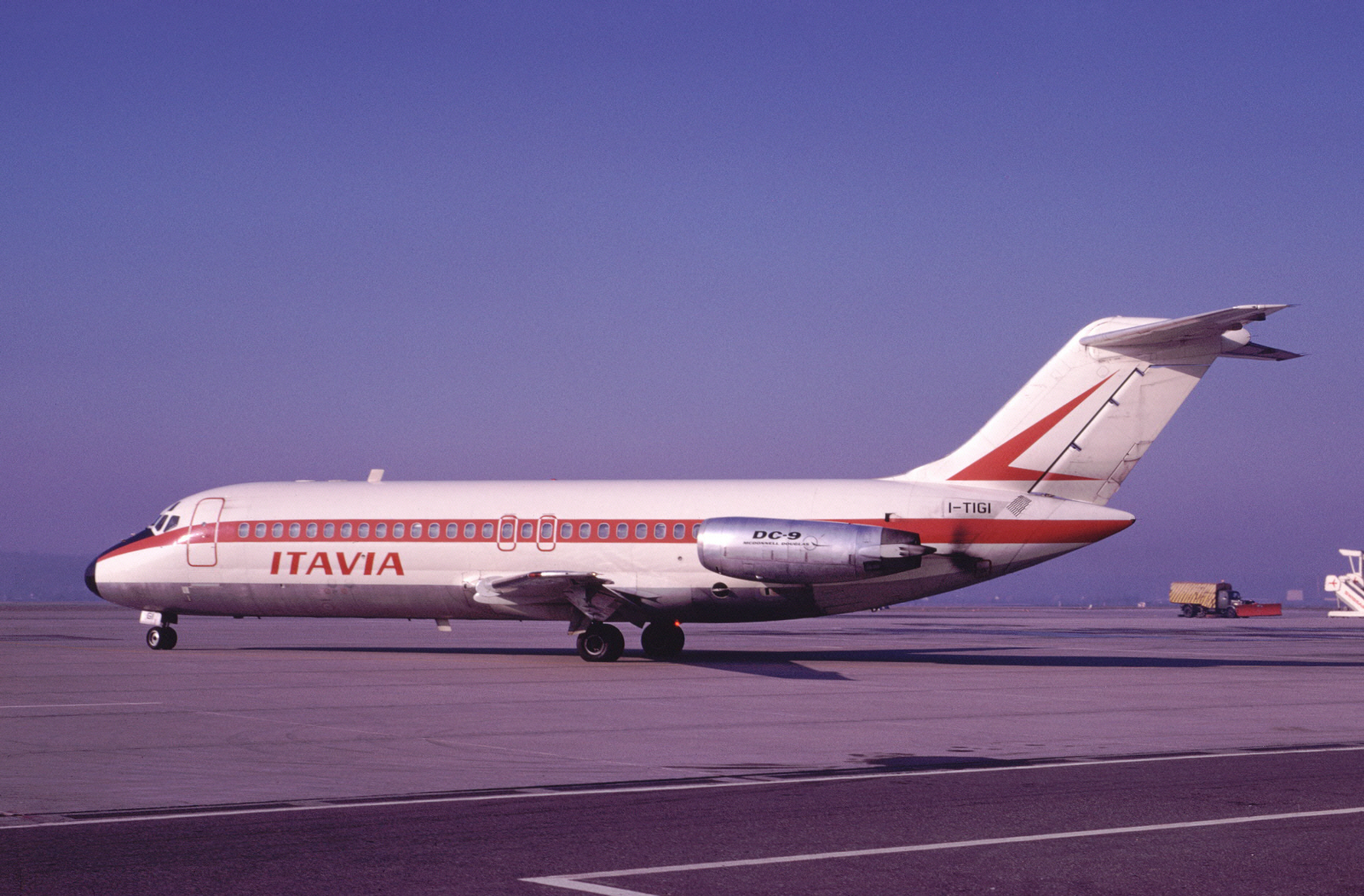
Die 1980 verunglückte Douglas DC-9-15 I-TIGI der Itavia

Bei Itavia kam es von 1960 bis zum Betriebsende 1980 zu 6 Totalschäden von Flugzeugen. Bei 4 davon kamen 138 Menschen ums Leben. Vollständige Liste:
- Am 14. Oktober 1960 flog eine De Havilland Heron 2 der Aerolinee Itavia mit dem Luftfahrzeugkennzeichen I-AOMU bei schlechtem Wetter in den Berghang des Monte Capanne auf Elba. Alle elf Personen an Bord wurden getötet.[3]

- Am 30. März 1963 flog eine Douglas DC-3 (Kennzeichen I-TAVI) bei schlechtem Wetter in den Berghang des Monte Vale Rotonote, 85 km südöstlich von Rom. Alle acht Personen an Bord wurden getötet, darunter der Mitgründer und Vizepräsident der Gesellschaft, Guido Mancini.[4][5]

- Am 4. November 1970 verunglückte eine Handley Page Herald (Kennzeichen I-TIVE) bei der Landung auf einem Trainingsflug am Flughafen Rom-Ciampino, als ein Triebwerk ausfiel. Die beiden Piloten, einzige Insassen der Maschine, überlebten den Unfall. Die schwer beschädigte Maschine wurde stillgelegt, zur Ersatzteilgewinnung benutzt und 1974 schließlich verschrottet.[6]

- Am 1. Januar 1974 geriet eine Fokker F28-1000 Fellowship (I-TIDE) beim Anflug auf den Flughafen Turin zu tief, streifte 3,7 km südlich davon Bäume sowie ein Gebäude und stürzte in Rückenlage ab. Bei diesem CFIT (Controlled flight into terrain) wurden von den 42 Personen an Bord 38 getötet (siehe auch Aerolinee-Itavia-Flug 897).[7]

- Am 9. April 1975 kam es beim Start einer Fokker F28-1000 Fellowship (I-TIDA) vom Flughafen Bergamo zu einem Strömungsabriss. Das Flugzeug sank auf die Startbahn zurück und blieb 200 m vor deren Ende liegen. Alle 31 Insassen überlebten den Unfall. Die Maschine wurde zum Totalschaden.[8]

- Am Abend des 27. Juni 1980 stürzte eine Douglas DC-9-15 (I-TIGI) nördlich der italienischen Insel Ustica auf dem Wege von Bologna nach Palermo aus zunächst ungeklärter Ursache ins Tyrrhenische Meer. Alle 81 Personen an Bord kamen ums Leben. Obwohl zahlreiche Hinweise für einen Abschuss der Maschine durch in der Nähe befindliche Kampfflugzeuge sprechen, konnte eine vollständige Aufklärung nie erreicht werden (siehe auch Aerolinee-Itavia-Flug 870).[9]